# セルヒオ・マルチネス (ボクサー)
セルヒオ・ガブリエル・マルチネス（Sergio Gabriel Martinez、1975年2月21日 - ）は、アルゼンチンのプロボクサー。ブエノスアイレス州アベジャネーダ出身。現在はスペインへ移住、マドリードに住居を構えている。元WBC世界スーパーウェルター級王者。元WBC・WBO世界ミドル級統一王者。世界2階級制覇王者。Maravilla（マラビージャ、驚異の男）」の異名を持つ。プロモーターはディベラ・エンターテイメントに所属。自身のプロモーション、マラビージャボックスも主催している。
ミドル級に階級を上げてからは普段の体重が90キロ近くあると言われており、約2か月で17～18キロの減量後、試合前日の計量後に80キロ前後まで体重を増やして試合に臨むことが多い。

## 来歴
父親は建設作業員や板金工として働いていたが、家庭が貧しかったことでマルチネスは周囲の子供達からいじめられていた。ボクシングを始める前は自転車とサッカーの選手であった、しかし1995年5月2日20歳の時にボクシングへの転向を決め、元ボクサーであった叔父のトレーニングを受け始めて5週間後には試合に出場した。ボクシングでオリンピック代表になることを目指していたが1996年8月に左手を骨折、手術を受けボクシングから1年間離れることになる。この期間にオリンピックを目指すには年を取り過ぎていると考えたマルチネスは1997年12月にプロへ転向することを決めた。アマチュアボクシングの戦績は39勝2敗であった。
1997年12月27日、プロデビュー。
2000年2月19日、プロ18戦目、初海外試合でアメリカにてアントニオ・マルガリートと対戦し、7回TKO負け。キャリア初黒星となった。
マルチネスはこの時のことを、当時はお金を稼ぐために朝5時か6時には起床して溶接工をしていた父親の手伝いをしており、一日中働いて夜からしかボクシングの練習ができなかった上に、アルゼンチンのボクシング連盟が非協力的でスパーリングなどが行えず自分一人で練習するしかなかった。またこの敗北によりトレーナー、アルゼンチンのボクシング関係者、後援者が一気にマルチネスから離れていったことで人生について多くのことを学んだと、のちに回顧している。
2000年6月16日、アルゼンチンでWBOラテンアメリカウェルター級王座を獲得した。再び手を負傷、約1年間試合から遠ざかる。
2001年9月8日、空位のアルゼンチンウェルター級王座を獲得、その後1度の防衛に成功した。
2002年2月2日、アルゼンチンでの最後の試合。不安定なアルゼンチン経済及びアルゼンチンボクシング連盟との軋轢から、マルチネスはヨーロッパへ渡ることを決意、最終的にスペインのシェアハウスに住み、バーの用心棒や皿洗いで生計を立てながらボクシングを続けた。
2003年6月21日、イギリスでIBO世界スーパーウェルター級王者リチャード・ウィリアムスと対戦し、3-0の判定勝ちで王座を獲得した。以後、2度の防衛に成功した。
2005年3月4日、スペインでWBCラテンアメリカスーパーウェルター級王座を獲得した。以後、2度の防衛に成功した。
2007年4月27日、テキサス州にてWBC世界スーパーウェルター級王座挑戦者決定戦でサウル・ローマンと対戦し、4回KO勝ちで王座挑戦権を獲得した。
2008年10月4日、カリフォルニア州にてWBC世界スーパーウェルター級暫定王座決定戦でアレックス・ブネマと対戦し、8回終了時にレフェリーストップ勝ちとなり、初となる世界王座を獲得した。
2009年2月14日、フロリダ州にてネート・キャンベル対アリ・フネカの前座でカーミット・シントロンと対戦し、1-0（116-110、2者が113-113）の判定で引き分けたが初防衛に成功した。7回には左ストレートでダウンを奪いカウントアウトで試合が止められるも、シントロンがヘッドバットだとアピールし試合が再開される場面もあった。
2009年5月21日、正規王者バーノン・フォレストが肋骨負傷による戦線離脱を原因に王座を剥奪されたため、空位の正規王座に認定され正規王者となった。
2009年12月5日、ニュージャージー州の ボードウォーク・ホール・ダンスホールにてノンタイトルマッチでポール・ウィリアムスと対戦し、0-2の判定負けを喫した。
2010年4月17日、ニュージャージー州のボードウォーク・ホールにてケリー・パブリクの持つWBC・WBO・リングマガジン世界ミドル級王座に挑戦し、3-0の判定勝ちで王座を獲得し2階級制覇を達成した。WBO世界ミドル級王座は同年6月1日に剥奪され、WBC世界スーパーウェルター級王座は同年6月17日に返上した。
2010年11月20日、ニュージャージー州のボードウォーク・ホールにてポール・ウィリアムスと、ミドル級の規定体重である160ポンド（72.57キロ）ではなく157ポンド（71.2キロ）のキャッチウェイトで対戦し、2回に左フックでウィリアムスをマットに沈め、KO勝ちで初防衛に成功した。この試合は2010年度のリングマガジン ノックアウト・オブ・ザ・イヤーに選ばれた。
2011年1月18日、WBCより名誉王座に認定された。
2011年3月4日、ヘッドトレーナーのガブリエル・サルミエントが2008年に起きた事件の加重暴行容疑で逮捕され懲役8年の宣告を受けた（2013年に仮釈放）。これ以降、ガブリエルの弟パブロ・サルミエントがヘッドトレーナーを務めている。
2011年3月12日、コネチカット州レッドヤード市のフォックスウッズ・リゾート・カジノ内にあるMGMグランド・アット・フォックスウッズで行われたWBC世界ミドル級ダイヤモンド王座決定戦で、WBO世界スーパーウェルター級王者セルゲイ・ジンジラクと対戦し、8回1分43秒TKO勝ちを収めWBCダイヤモンド王座を獲得した。
2011年10月1日、ニュージャージー州アトランティックシティの ボードウォーク・ホール・ダンスホールにて、ダレン・バーカーと対戦し、11回KO勝ちでWBCダイヤモンド王座の初防衛に成功した。
2012年3月17日、ニューヨークの マディソン・スクエア・ガーデン・シアター で、WBC世界ミドル級2位のマシュー・マックリンと対戦し、11回終了TKO勝ちでWBCダイヤモンド王座の2度目の防衛に成功した。
2012年9月15日、ラスベガスのトーマス&マック・センターで、WBC世界ミドル級王者フリオ・セサール・チャベス・ジュニアと対戦。12回にダウンを奪われるも、3-0（2者が118-109、117-110）の判定勝ちを収め1年8ヵ月ぶりに正規王座に返り咲いた。試合後にマルチネスが4ラウンドで左手を亀裂骨折していたことが判明、さらに診断の結果、右ひざの靭帯も部分断裂していたためスペインで手術を受けた。対戦相手のフリオ・セサール・チャベス・ジュニアは試合後のドーピング検査でマリファナが検出され出場停止と罰金が科せられた。
2013年4月27日、ブエノスアイレスにあるエスタディオ・ホセ・アマルフィターニでWBA世界ミドル級暫定王者マーティン・マレーと対戦し、3-0（3者とも115-112）の判定勝ちで初防衛に成功した。マルチネスは2002年以来、約11年ぶりの母国アルゼンチンでの試合となった。しかし再び左手を骨折、右ひざを損傷し手術を受けることになる。左手の骨折は試合途中の2ラウンドに負ったものであったが、右ひざは試合前のトレーニング中に負傷しており、「怪我は全て100%治癒した」と発表していたが、実際には負傷が癒えない中での試合だった。
2013年11月6日、WBC総会でマルコ・アントニオ・ルビオと指名試合を行うよう指令が出され、負傷欠場中であるセルヒオ・マルチネスがルビオと試合を行えない場合には、暫定王座を賭けてルビオとドメニコ・スパダが対戦することが決定された。
2014年6月7日、約1年ぶりの試合をニューヨークのマディソン・スクエア・ガーデンで元世界3階級制覇王者でWBC世界ミドル級1位のミゲール・コットと、ミドル級の規定体重である160ポンド（72.57キロ）ではなく159ポンド（72.12キロ）のキャッチウェイトで対戦し、初回に3回のダウンを喫する苦しい立ち上がりからその後も被弾し続け、9回にもダウンを喫すると、10回開始直後、セコンドがレフェリーに棄権を申し出た為、10回6秒TKO負けを喫し2度目の防衛に失敗、王座から陥落した。 
2015年6月13日、ニューヨーク州マディソン郡カナストータの国際ボクシング殿堂の席で現役引退を発表した。
2020年6月6日、スペインのマドリードで復帰戦が決まっていたが新型コロナウイルスの影響で試合延期になった。
2020年8月21日、引退を撤回しスペインのトレラベーガで約6年ぶりの復帰戦でホセ・ミゲル・ファンディーノと対戦。7回KO勝ちを収め、「これは始まり。世界タイトルまで止まらない。村田と戦う準備のためにもっと強化していく」とWBAレギュラー王者・村田諒太の挑戦へ意欲を示した。9月2日、WBAはマルチネスを6位にランクインさせた世界ミドル級ランキングを発表した。
2021年10月、リチャード・シェーファー率いる新興プロモーション会社プロベラムと提携契約を結んだ。

## 獲得タイトル
- IBO世界スーパーウェルター級王座
- WBC世界スーパーウェルター級暫定王座（防衛1→正規王座認定）
- 第41代WBC世界スーパーウェルター級王座（防衛0→返上）
- 第30代WBC世界ミドル級王座（防衛1→名誉王座認定）
- 第19代WBO世界ミドル級王座（防衛0→剥奪）
- WBC世界ミドル級ダイヤモンド王座（防衛2）
- 第33代WBC世界ミドル級王座（防衛1）
- リングマガジン世界ミドル級王座

## 表彰
- WBC 2010年度最優秀選手賞[27]
- WBC 2010年度年間最高KO賞（ポール・ウィリアムス戦）
- 2010年度リングマガジン ファイター・オブ・ザ・イヤー
- 2010年度リングマガジン ノックアウト・オブ・ザ・イヤー（ポール・ウィリアムス戦）
- 2010年度BWAA（アメリカ・ボクシング・ライターズ協会）最優秀ボクサー[28]